# Max Hubrich
 (janvier 2017).
Si vous disposez d'ouvrages ou d'articles de référence ou si vous connaissez des sites web de qualité traitant du thème abordé ici, merci de compléter l'article en donnant les références utiles à sa vérifiabilité et en les liant à la section « Notes et références ».
Max Hubrich, né le 19 septembre 1837 et mort à Schäftlarn le 16 février 1896, est un psychiatre bavarois, directeur de l’asile d’aliénés de Werneck. 

## Biographie
Il fait ses études de médecine à Munich et obtient son diplôme de médecin en 1862. Puis il effectue un semestre d’études en Angleterre. Il est nommé assistant à l’Institut de pathologie à Munich, puis assistant d’August Solbrig à hôpital psychiatrique de Munich dont il devient ultérieurement membre du comité exécutif. En 1870, à 33 ans, il est nommé directeur de l’asile de Werneck comme successeur de Bernhard von Gudden Il occupe ce poste pendant 26 ans jusqu’à sa mort. En février 1877, un aliéné tire trois coups de révolver sur lui et le blesse.  Pour manifester sa reconnaissance d'avoir eu la vie sauve, il fait ériger une chapelle dans le parc de l'institut (démolie ultérieurement). Il fait procéder à divers travaux, notamment l’agrandissement du cimetière et la création de quinze kilomètres de promenades pour les patients. Il prend sa retraite avec le titre de professeur honoraire de psychiatrie à Munich. 
Vu le nombre toujours croissant de patients, diverses extensions sont nécessaires. En 1885, Hubrich fait bâtir une aile destinée au département des femmes (ouvert en octobre 1890)et une pour les hommes. Au printemps 1893, une nouvelle « maison du directeur» est construite à sa demande.
Au-delà de l'importance locale pour Werneck, Max Hubrich a également joué un rôle important dans l'histoire de la Bavière. En 1886, il participe, avec Von Gudden, Hubert von Grashey et Friedrich Wilhelm Hagen, à la commission chargée d’effectuer l’expertise psychiatrique du roi Louis II de Bavière, avec pour mission de déterminer l’incapacité du roi à régner.[réf. nécessaire]

## Sources
- (de) Page en allemand sur les membres de la « commission Von Gudden »